# Zikmund II. ze Schwarzenbergu
Zikmund II. ze Schwarzenbergu původně ze Seinsheimu (německy Sigmund II. von Schwarzenberg, 1488 – 5. září 1529) byl říšský šlechtic z Frank, svobodný pán ze Schwarzenbergu.

## Život
Narodil se jako druhý syn Michala II. ze Seinsheimu († 10. září 1499) a jeho manželky Markéty z Huttenu († 24. listopadu 1503).
Měl staršího bratra Erkingera II. ze Seinsheimu († 1510/1518).

## Rodina
Zikmund II. ze Schwarzenbergu se dne 16. listopadu 1489 oženil s hraběnkou Annou z Fürstenbergu (13. května 1467 – asi 21. ledna 1522), vdovou po říšském hraběti Eberhardu II. z Waldburg-Sonnenbergu († 22. dubna 1483), dcerou Konráda II. z Fürstenbergu, lankraběte baarského († 1484) a jeho manželky Kunhuty z Machu († 1469).    Z jejich manželství se narodilo několik dětí:
- Alžběta ze Schwarzenbergu († 1523), provdaná za Zikmunda z Hainachu († 1528)
- Kateřina ze Schwarzenbergu († 1523), provdaná v prvním manželství za Johana Fuchse z Dornheimu († asi 1496/1523), podruhé asi od roku 1505 za Davida z Ebershausenu († 1523)
- Arnošt ze Schwarzenbergu († 26. července 1519)